# 宮園純子
宮園 純子（みやぞの じゅんこ、1943年5月30日 - ）は、日本の女優。長野県出身。身長158cm。女子学院高等学校中退。エ・ネスト所属。俳優・梶健司の妻。

## 来歴・人物
1960年に東映ニューフェイスの第7期に合格。同期には三沢あけみ・三島ゆり子・結城美栄子がいる。東映へ入社後、映画・テレビ・舞台で活躍。特にTBSの時代劇『水戸黄門』の霞のお新役で、初代風車の弥七（中谷一郎）とのおしどり夫婦は人気を集めた。

## 出演

### 映画
- 十七才の逆襲　俺は昨日の俺じゃない（1960年） - 小島美子
- 黄金の掟（1960年） - みどり
- 坊ちゃん野郎勢ぞろい（1961年）
- 台風息子シリーズ - 吹雪妙子
  - 台風息子　お化け退治（1961年）
  - 台風息子　冒険旅行（1961年）
- 大学武勇伝（1961年） - 光子
- 風の野郎と二人づれ（1961年）
- べらんめえ中乗りさん（1961年）
- 飛ばせ特急便　魔の十八号線（1961年）
- 不敵なる脱出（1961)
- 警視庁物語　十二人の刑事（1961年）
- 黄門社長漫遊記（1962年）
- アイ・ジョージ物語　太陽の子（1962年）
- 柳生武芸帳　独眼一刀流（1962年）
- べらんめえ芸者と丁稚社長（1963年）
- 東海一の鬼紳士（1963年）
- 浅草の侠客（1963年） - 片見道子
- やくざの歌（1963年） - トシ子
- 鬼検事（1963年）
- 恋は神代の昔から（1963年）
- 君たちがいて僕がいた（1964年） - 幸奴
- 散歩する霊柩車（1964年）
- 図々しい奴（1964年）
- 二匹の牝犬（1964年）
- 鮫（1964年）
- あの雲に歌おう（1965年） - 相川礼子
- 無宿者仁義（1965年）
- おゝい、雲！（1965年）
- 花と竜（1965年）
- 冷飯とおさんとちゃん（1965年）
- ダニ（1965年）
- 徳川家康（1965年）
- 孤独の賭け（1965年）
- 牙狼之介（1966年）
- 女犯破戒（1966年）
- 骨までしゃぶる（1966年） - 千代松
- 花と竜　洞海湾の決闘（1966年）
- 関東やくざ嵐（1966年） - 松枝
- 兄弟仁義シリーズ
  - 兄弟仁義（1966年） - くに
  - 続兄弟仁義（1966年）
  - 兄弟仁義　関東三兄弟（1966年）
- 兄弟仁義 逆縁の盃（1968年）
- 湖の琴（1966年）
- 893愚連隊（1966年）
- 侠客道（1967年） - 三上奈美
- 旅路（1967年） - 三千代
- 侠骨一代（1967年） - 坂本 綾[2]
- 十一人の侍（1967年）
- 大奥(秘)物語（1967年） - おこん
- 解散式（1967年） - サチコ
- 北海遊侠伝（1967年）
- 日本侠客伝　白刃の盃（1967年）
- 網走番外地 吹雪の斗争（1967年） - 雪子
- 兵隊極道（1968年） - 酒巻千賀子
- 続 決着（1968年）
- 前科者シリーズ
  - 前科者（1968年） - 矢代恭子
  - 前科者　縄張荒し（1969年） - 中井多恵子
- 侠客列伝（1968年）
- 大奥絵巻（1968年）
- 妖艶毒婦伝シリーズ
  - 妖艶毒婦伝 般若のお百（1968年） - お百
  - 妖艶毒婦伝 人斬りお勝（1968年） - お勝
  - 妖艶毒婦伝 お勝兇状旅（1969年） - 真壁 勝
- 夜の歌謡シリーズ
  - 夜の歌謡シリーズ 伊勢佐木町ブルース（1968年） - れい子
  - 夜の歌謡シリーズ 長崎ブルース（1969年） - 水野直美
  - 夜の歌謡シリーズ　悪党ブルース（1969年） - 大場露子
- おんな刺客卍（1969年） - お京
- 不良番長　猪の鹿お蝶（1969年）
- 血染の代紋（1970年）
- 花札賭博　猪の鹿三番勝負（1970年）[3]
- 現代女胴師（1970年）
- ずべ公番長 夢は夜ひらく（1970年） - 南雲梅子
- すいばれ一家　男になりたい（1971年） - 沢木 藤
- 任侠花一輪（1974年） - 村瀬愛

### テレビドラマ
- 国際捜査指令（1962年、NET）
- ヘッドライト （1962年、NTV）
- ミステリーベスト21 作並（1962年、NET）
- 名犬ロック（1962年 - 1963年、NET）
- 0の眼（1963年 - 1964年、NET）
- 徳川家康 （1964年 - 1965年、NET）
- 風来物語（1964年 - 1965年、NET）
- 乗っていたのは二十七人（1965年、NET）
- スパイキャッチャーJ3 （1965年 - 1966年、NET）
- 素浪人 月影兵庫 （NET / 東映）
  - 第1シリーズ 第8話「宝の山が招いていた」（1965年） - お梅
  - 第2シリーズ 第12話「御用の風が呼んでいた」（1967年） - およし
  - 第2シリーズ 第38話「もてた筈だがひどかった」（1967年） - お夏
  - 第2シリーズ 第67話「大地の底から燃えていた」（1968年） - お美代
  - 第2シリーズ 第79話「黒い筈だが白かった」（1968年）
  - 第2シリーズ 第104話「命がけでのんでいた」（1968年） - およし
- オットいたゞき（1966年、NET）
- 銭形平次 （CX / 東映）
  - 第1話〜第52話（1966年 - 1967年） - お品
  - 第104話「番神堂異聞」（1968年） - お由良の方
  - 第270話「女湯の十手」（1971年） -  お小夜
  - 第460話「歌吉怨み節」（1974年） - 歌吉（芸者）
  - 第733話「もう逃げはしない」（1980年）
- 三匹の侍（CX）
  - 第4シリーズ 第13話「抜け忍非情」（1966年） - みき
  - 第5シリーズ 第19話「冬の旅」（1968年） - おうら
  - 第6シリーズ 第3話「裂けた風」（1968年） - 千春
- 剣 第19話「くノ一三度笠」（1967年、NTV）
- 大奥 第13話（1968年） - 染子（柳沢吉保側室）
- キイハンター 第13話「銀色の銃を持つ男」（1968年、TBS）
- 素浪人 花山大吉 （NET）
  - 第16話「地獄の鐘が鳴っていた」（1969年） - おたみ
  - 第38話「天から小判が降ってきた」（1969年） - お絹
  - 第51話「富士のお山が知っていた」（1969年） - 綾乃 / 鳳来さなえ
- ブラックチェンバー 第2話「殺し屋を消せ」（1969年、CX）
- あゝ忠臣蔵 （1969年、関西テレビ放送KTV） - 八重
- 旅がらす くれないお仙 第44話「女じゃ、たてないの?」（1969年、NET）
- プレイガール（12ch / 東映）
  - 第33話「関東おんな仁義」（1969年）
  - 第96話「男殺しやわ肌仁義」（1971年） - お絹
  - 第171話「勢揃いやわ肌仁義」 - 第259話「女心を人質に」（1972年 - 1974年） - 宮野純子（レギュラー）
- 大坂城の女 （1970年、KTV）－きつ（淀城の奥女中）
- ゴールドアイ （1970年、NTV） - 宮内景子
- 紅つばめお雪 （1970年、NET） - 紅つばめお雪
- 柳生十兵衛 第14話「武蔵を見た」（1970年、CX） - 雪路
- 水戸黄門 （TBS / C.A.L）
  - 第2部 第25話「黄門さまの子守唄 -鳥取-」（1971年3月15日） - お絹
  - 第3部 - 第8部、第12部 - 第14部、第17部 - 第26部（1971年 - 1978年、1981年 - 1983年、1987年 - 1998年）、1000回記念スペシャル（2003年12月15日） - 霞のお新
  - 第13部 第14話「暖簾を救った身代り女房 -堺-」（1983年1月17日） - おいち （一人二役）※ただし出演者クレジットには表示されなかった
  - 最終回スペシャル（2011年12月19日） - おふじ
- 遠山の金さん 第1シリーズ第3話「女狐を追いつめろ!!」（1975年、NET） - お久、お園
- 放浪家族（1975年、毎日放送） - 沖津真名子
- 伝七捕物帳 第100話「花のお江戸の喧嘩鳶」（1976年、NTV）- 米八
- 非情のライセンス 第2シリーズ 第110話「刑事妻」（1976年、NET） - 山本房子
- 桃太郎侍 （NTV）
  - 第21話「浮世絵の女」（1977年） - お志乃
  - 第140話「男涙のおけさ節」（1979年） - おりは
  - 第188話「皿にかかれた人生模様」（1980年） - おすみ
  - 第202話「大江戸翔んでる女たち」（1980年） - お京
- 人形佐七捕物帳 第18話「鶴千番が死を招く」（1977年、ANB） - お蔦
- 新五捕物帳 第20話 「明日に咲いた男花」 （1978年） - お蝶
- 江戸の旋風シリーズ（CX）
  - 江戸の旋風III 第37話「北風の女」（1978年）
  - 江戸の旋風IV 第15話「母娘びな 感涙編」（1979年） - お澄
  - 新・江戸の旋風 第17話「男の掟・女の命」（1980年） - おしま
- 大江戸捜査網 第381話「命を賭けた哀しき女賊」（1979年、12ch） - お駒
- 天中殺の女たち　第2話「すばらしき休日」（1979年、TBS）
- 11歳のハートにすべり込め（1980年、CX）
- 悪党狩り 第12話「妻恋い侠客道」（1980年、12ch） - お豊
- 柳生あばれ旅 第12話「月の出の女人斬り－舞坂－」（1980年、ANB） - お光
- 江戸の朝焼け 第8話「遥かなる母」（1980年、フジテレビ） - おしま
- 遠山の金さん 第1シリーズ 第30話「晴れ姿! ヘボ同心の初手柄」（1982年、ANB） - お俊
- 木曜ゴールデンドラマ（YTV）
  - 「殺意の家」（1982年）
  - 「不倫 この愛が裁けますか」（1984年）
- 源九郎旅日記 葵の暴れん坊 第25話「手毬は知っていた」（1982年 - 1983年、ANB）
- 右門捕物帖 第9話「狙われた女金貸」（1983年、NTV）
- 大奥 第10話「虹を掴んだ少女」、第11話「上様はさんまがお好き」（1983年、KTV） - 津和
- 暴れん坊将軍シリーズ （ANB / 東映）
  - 吉宗評判記　暴れん坊将軍
    - 第95話「炎の海に虹を見た」（1980年） - おふじ
    - 第183話「かりそめに咲く夜の花」（1981年） - おゆう

  - 暴れん坊将軍II
    - 第63話「女の戦 うわなり討ち!」（1984年） - おのぶ
    - 第94話「男一匹! 喧嘩富士」（1985年） - お駒
    - 第179話「箱根八里の鬼退治!」（1986年） - お篠

  - 暴れん坊将軍III
    - 第34話「秘めた駆け落ち、涙のかんざし」（1988年） - お政
    - 第88話「いなせ新さん大奥を斬る！」（1989年） - 宮路

  - 暴れん坊将軍VI 第24話「怪奇! 天狗の花嫁」（1995年） - おきた
- 月曜ワイド劇場 （ANB）
  - 「京都人形寺殺人事件」（1985年）
  - 「十七歳非行妻」（1985年）
- 月曜ドラマランド 「藤子不二雄のバケルくん」（1987年、CX）
- 女系家族（1994年、TX）
- 火曜サスペンス劇場 （NTV）
  - 盲人探偵・松永礼太郎4警察嫌い（1995年4月18日）
- 土曜ワイド劇場「混浴露天風呂連続殺人24」（2004年、ANB） - 和田ひな子
- 逃亡者 おりん 第5話「母が守った花嫁御寮」（2006年、TX） - 前田照枝
- さすらい署長 風間昭平 第5作「しなの千曲川殺人事件」（2006年、テレビ東京・BSテレビ東京共同制作） - 福子（食堂女将）
- 月曜ゴールデン「十津川警部シリーズ51」（2014年、TBS） - 三条悦子

### 舞台
- 北島三郎特別公演
  - 「北海のはぐれ鳥」
  - 「花の兄弟仁義」
- 橋幸夫公演「南海の若獅子」
- 千昌夫特別公演「爆笑人情劇　負けてたまるか!男なら」
- 細川たかし特別公演
  - 「吉良の仁吉」
  - 「次郎長売り出す!」
- 瞼の母ラプソディ（2010年8月20日 - 26日、博品館劇場）
- 明治座7・8月コロッケ特別公演「棟方志功物語」（2011年7月5日 - 8月14日、明治座）
- 「戦国の夢追い人 熱き心で突っ走れ!」（2013年）

## 音楽

### オムニバスアルバム
- 沢たまき&プレイガール ミュージックコレクション（2004年） - 「女の仁義」を収録